# Eupelmus rubicola
Eupelmus rubicola är en stekelart som först beskrevs av William Harris Ashmead 1887.  Eupelmus rubicola ingår i släktet Eupelmus och familjen hoppglanssteklar. Inga underarter finns listade i Catalogue of Life.